# شهرستان پری (اوهایو)
شهرستان پری، اوهایو (به انگلیسی: Perry County, Ohio) یک سکونتگاه مسکونی در ایالات متحده آمریکا است که در اوهایو واقع شده‌است.